# Bonus fiscale
Con il termine Bonus Fiscale o Bonus Irpef, si fa riferimento ad alcuni rimborsi fiscali sull'IRPEF e tagli al cuneo fiscale che sono stati previsti nel corso del tempo. In particolare si fa riferimento al bonus incapienti del 2007, al bonus Renzi (o "Bonus degli 80 euro") dal 2014 e infine alla sua espansione nel 2020 (o "bonus dei 100 euro").

## Descrizione
L'ultima evoluzione del bonus fiscale si riferisce al taglio del cuneo fiscale previsto dalla Legge di bilancio 2020 (c.d. "Cura Italia") dal 1º luglio 2020, ovvero al contributo massimo netto di 1.200 €/annuali (100 €/mensili) previsto per i lavoratori dipendenti del settore pubblico e privato con un reddito annuo complessivo tra gli 8.000 € e i 40.000 €.
La misura riguarda circa 16 milioni di lavoratori e viene erogato mensilmente in busta paga o viene riconosciuto come bonus fiscale (per i redditi fino a 27.999,99 €) o come detrazione fiscale (per i redditi tra 28.000 € e 40.000 €) in sede di dichiarazione dei redditi.

## Evoluzione normativa e storica

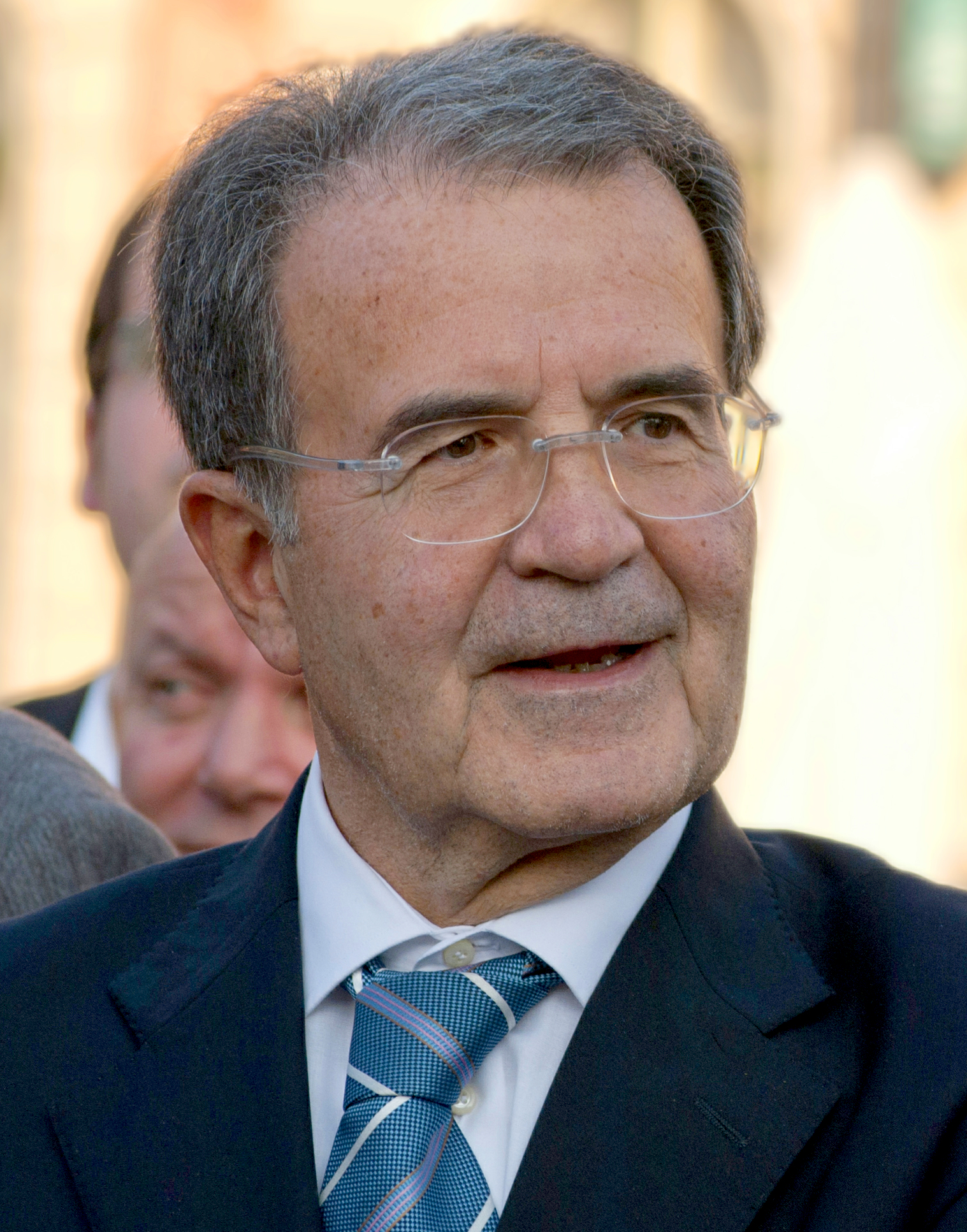
Romano Prodi

### Bonus incapienti / Bonus IRPEF (2007)
Bonus Fiscale di 150€ previsto dall'articolo 44 del Decreto 159/07 del 01/10/2007 (poi convertito in Legge 222/07 Archiviato il 21 giugno 2013 in Internet Archive. del 29/11/2007), riguardava i soggetti incapienti, ovvero i contribuenti che sulla dichiarazione dei redditi presentata nel 2007 (redditi 2006) avevano un'imposta netta pari a zero.
Incapienti erano i contribuenti:
- il cui reddito nel 2006 non raggiungeva la soglia di assoggettabilità all'imposta
- per i quali a causa di deduzioni e/o detrazioni non trovavano capienza nell'imposta lorda.

Si trattava di un intervento una tantum previsto dal Governo Prodi II, di cui si parlava già nel marzo 2007.

#### Requisiti
Ai sensi dei commi 1 e 2 dell'art. 44 del DL 159/2007, i contribuenti ai quali era destinato il bonus fiscale erano i soggetti residenti in Italia, non fiscalmente a carico di altri, che nell'anno 2006 avevano avuto un'imposta pari a zero, nel caso in cui il reddito complessivo fosse stato composto anche da una o più tra le seguenti categorie reddituali:
- Redditi di lavoro dipendente
- Redditi assimilati a quelli di lavoro dipendente (collaborazioni coordinate e continuative, lavori socialmente utili, assegni periodici corrisposti al coniuge, stipendi dei sacerdoti e compensi ricevuti da soci di cooperative).
- Redditi di pensione.
- Redditi di lavoro autonomo anche non esercitato abitualmente.
- Redditi d'impresa.
- Redditi di attività commerciali non esercitate abitualmente.

#### Modalità di erogazione
Il Bonus Fiscale è stato erogato in busta paga nel mese di dicembre 2007 per coloro che in quel mese non hanno cambiato sostituto d'imposta tra il CUD 2007 (redditi 2006). Coloro che hanno cambiato sostituto di imposta, dovevano presentare una richiesta al datore di lavoro mediante autocertificazione. Coloro che nel dicembre 2007 non avevano un sostituto di imposta, potevano richiederlo in sede di dichiarazione dei redditi del 2008 (redditi 2007), compilando l'apposito riquadro del modello 730 o del modello Unico.

### Bonus IRPEF / "Bonus degli 80-100 euro" (dal 2014)

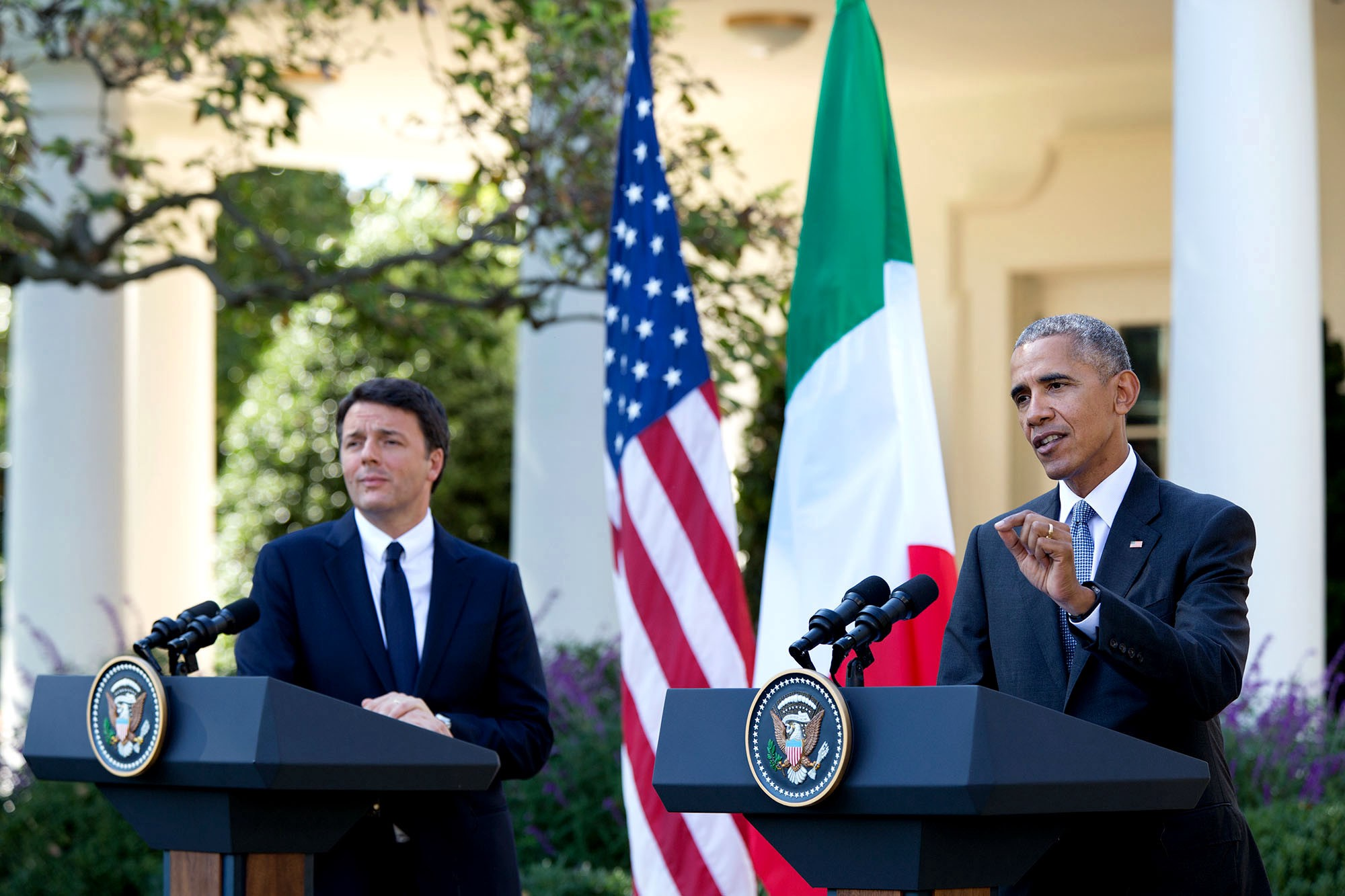
Matteo Renzi, con Barack Obama

Introdotta dal Governo Renzi da maggio 2014 fino a dicembre 2014 con il decreto-legge 24 aprile 2014, n. 66 (Misure urgenti per la competitività e la giustizia sociale) e successivamente riconfermato dal 2015 con la Legge di Bilancio dello stesso anno e prevedeva un'erogazione per i redditi annui superiori a 8.000 € e fino a 26.000 €, consistente in un contributo di 80 euro massimi fino a 24.000 €, scalando progressivamente fino a 26.000 €, quando il contributo si annullava. Nel 2018 la soglia di reddito per usufruire del bonus nella sua interezza fu innalzata a 24.600 €, poi il contributo diminuiva fino ad annullarsi a 26.600 €.  

#### Espansione del bonus nel 2020
L'espansione, voluta dal Governo Conte II con la Legge di bilancio 2020 dal 1º luglio dello stesso anno, è l'evoluzione del bonus "80 euro" (o "Bonus Renzi") e ha portato il contributo fino a un massimo di 100 euro (per la fascia di redditi annui da 8.000€ a 27.999€) ed espanso la platea dei redditi annui, fino a quelli di 39.999€. Da 28.000 € a 35.000 € il bonus diminuiva a 80 euro, successivamente si annullava a 40.000 €.

## Importi mensili sulle fasce di reddito
| Reddito annuo in €       | "Bonus Renzi" | Incremento mensile del 2020 | Totale mensile dal 2020 |
| ------------------------ | ------------- | --------------------------- | ----------------------- |
| Tra gli 8.000 e i 24.599 | € 80,00       | € 20,00                     | € 100,00                |
| 25.000                   | € 64,00       | € 36,00                     | € 100,00                |
| 26.000                   | € 24,00       | € 76,00                     | € 100,00                |
| 27.000                   | -             | € 100,00                    | € 100,00                |
| 28.000                   | -             | € 100,00                    | € 100,00                |
| 29.000                   | -             | € 97,88                     | € 97,88                 |
| 30.000                   | -             | € 94,29                     | € 94,29                 |
| 31.000                   | -             | € 91,43                     | € 91,43                 |
| 32.000                   | -             | € 88,57                     | € 88,57                 |
| 33.000                   | -             | € 85,71                     | € 85,71                 |
| 34.000                   | -             | € 82,86                     | € 82,86                 |
| 35.000                   | -             | € 80,00                     | € 80,00                 |
| 36.000                   | -             | € 64,00                     | € 64,00                 |
| 37.000                   | -             | € 48,00                     | € 48,00                 |
| 38.000                   | -             | € 32,00                     | € 32,00                 |
| 39.000                   | -             | € 16,00                     | € 16,00                 |
| 40.000                   | -             | € 0                         | € 0                     |

## Normativa di riferimento
- Legge 27 dicembre 2019, n. 160, su Gazzetta Ufficiale della Repubblica Italiana. URL consultato il 10 febbraio 2021.[3]